# Société des sciences et arts de La Réunion
La Société des sciences et arts de La Réunion était une société savante active sur l'île de La Réunion, aujourd'hui un département d'outre-mer français et une région ultrapériphérique dans l'océan Indien. Instituée en 1855 par le premier gouverneur de La Réunion d'origine créole, Louis Henri Hubert-Delisle, elle fut notamment présidée par Crivelli. Elle publiait un bulletin appelé Bulletin de la Société des sciences et arts de La Réunion.
La première exposition organisée par la Société eut lieu en 1853 et concernait surtout l'industrie et l'agriculture, la deuxième eut lieu le 12 juin 1864.

D'après l'historien Georges Azéma, « au mois de novembre 1855, [les intellectuels de Saint-Denis] se donnèrent rendez-vous dans l'ancien palais législatif, aujourd'hui Muséum d'histoire naturelle, et décidèrent de créer une société au sein de laquelle seraient lus les travaux présentés par les membres qui la composeraient ».